# Juma Namangani
Jumaboy Axmadjonovich Xojiyev (geb. 1968 in Namangan, Usbekische SSR, UdSSR; gest. 2001), bekannt unter seinem Kampfnamen Juma Namangani, war ein usbekischer militanter Dschihadist. Er war 1997 einer der Gründer der Islamischen Bewegung Usbekistan.

## Leben
Xojiyev stammt aus Namangan im Ferghana-Tal und begann ab 1980 im 1. Afghanistankrieg 1979 als Fallschirmjäger der Sowjetarmee zu kämpfen.
Nach seinen Erfahrunger in Afghanistan begann er sich zu radikalisieren und kehrte nach dem Krieg in seine Heimatstadt Namangan zurück. Anschließend schloss er sich mit lokalen Islamisten der Partei der Islamischen Wiedergeburt Tadschikistans sowie der lokalen revolutionären Partei Adolat (Gerechtigkeit) zusammen, die von Tohir Yo'ldosh gegründet wurde, einem jungen Mullah, der die Scharia in Usbekistan einführen wollte.

### Tadschikischer Bürgerkrieg
Namangani reiste dann 1992 nach der Auflösung der Partei Adolat durch die Regierung von Islom Karimov nach Tadschikistan.
Dort begann er, zahlreiche usbekische Islamisten zu rekrutieren, die vor der Unterdrückung flohen, und schaffte es, innerhalb weniger Monate fast 200 Kämpfer zusammenzubringen, sowohl Landsleute als auch Araber, die von den internen Kämpfen zwischen den Mudschaheddin-Fraktionen in Afghanistan enttäuscht waren.
Mit der Unterstützung der Partei der Islamischen Wiedergeburt, die ihr zahlreiche tadschikische Kämpfer zur Verfügung stellte, errichtete die Namangani-Gruppe nach und nach ihre Operationsbasis im Tavildara-Tal und kämpfte während des tadschikischen Bürgerkriegs an der Seite der Vereinigten Tadschikischen Opposition. Zweimal gelang es ihnen kurzzeitig, die Stadt Tavildara zu besetzen.
Während des Bürgerkriegs erwies sich Namangani dank seiner militärisch-taktischen Erfahrung in der Roten Armee, die er gegen seine Feinde, tadschikische und russische Soldaten, einsetzte, als wertvoller Befehlshaber.
Namangani widersetzte sich im Juni 1997 den Friedensvereinbarungen zwischen der Vereinigten Tadschikischen Opposition und der Regierung von Emomali Rahmon, demobilisierte jedoch viele seiner Kämpfer und blieb weiterhin im Tavildara-Tal aktiv.
Anschließend kaufte er eine bewirtschaftete Farm im tadschikischen Dorf Hoit sowie einige Lastwagen, um Waren in die Hauptstadt Duschanbe zu transportieren. Er wird außerdem verdächtigt, als Vermittler beim Handel mit afghanischem Heroin zwischen Tadschikistan und dem europäischen Markt zu fungieren.

### Islamische Bewegung Usbekistans
Im August 1998 gründeten Namangani und Yoʻldosh die Islamische Bewegung Usbekistans (IMU) mit dem Ziel, in Usbekistan eine militante islamische Opposition gegen Karimov zu schaffen. Yoʻldosh reiste nach Afghanistan, um Kontakte zu den Taliban und Al-Qaida zu knüpfen , aber Namangani blieb in Tadschikistan. Im Sommer 1999 infiltrierte die IMU den Süden Kirgisistans , in der Nähe von Osch und später Batken , und nahm kirgisische und ausländische Geiseln, darunter einen Generalmajor und vier japanische Geologen, fest, was zu Zusammenstößen mit der kirgisischen Armee führte. Als der Winter nahte, zog sich die IMU in das Tavildara-Tal zurück. Angehörige zahlreicher Ethnien schlossen sich Namangani an.
Diese Zusammenstöße hatten große Auswirkungen auf Zentralasien und führten zu erheblichem internationalen Druck auf Tadschikistan, nicht zuletzt von Karimov, die IMU von ihrem Stützpunkt im Tavildara-Tal zu vertreiben. Die IRP überredete ihren ehemaligen Verbündeten Namangani Ende 1999, das Land zu verlassen, und im November wurden etwa dreihundert IMU-Kämpfer und ihre Familien von russischen Truppen zur Grenze zu Afghanistan eskortiert, wo sie von den Taliban begrüßt und in Masar-e-Scharif untergebracht wurden. Als Gegenleistung für Schutz und Freiheit, gegen Usbekistan vorzugehen, unterstützte die IMU die Taliban gegen die Nationale Islamische Vereinigte Front zur Rettung Afghanistans. Namangani und Yoʻldosh besuchten Kandahar häufig, um Osama bin Laden und Mullah Omar zu treffen, „um eine Strategie zu planen und über Waffen, Munition und Geld zu verhandeln“. Berichten zufolge sammelte Namangani Anfang 2000 mehr als 20 Millionen US-Dollar von bin Laden und weitere 15 Millionen US-Dollar von ausländischen Finanziers, mit denen er seine Streitkräfte ausrüstete und ausbildete. Die IMU finanzierte sich auch durch den Opiumhandel – laut Ralf Mutschke von Interpol gingen 60 Prozent der in Afghanistan produzierten Opiumexporte über Zentralasien, und Namanganis Gruppe könnte 70 Prozent dieses Handels kontrolliert haben.
Im Juli 2000 kehrte Namangani mit mehreren hundert Kämpfern in das Tavildara-Tal zurück und entsandte seine Kämpfer von dort aus heimlich nach Usbekistan und Kirgisistan. In Usbekistan kam es einen Monat lang zu heftigen Kämpfen in der südöstlichen Provinz Surxondaryo, bevor das Militär die Kämpfer der IMU zum Rückzug aus ihren Hochburgen in den Bergen nach Tadschikistan zwang. In Kirgisistan entführten Namanganis Kämpfer zehn Bergsteiger, darunter auch Amerikaner, die nach Zusammenstößen mit dem Militär freigelassen wurden. Diese Übergriffe veranlassten die Vereinigten Staaten, die IMU am 25. September als ausländische Terrororganisation einzustufen.  Ebenfalls Ende 2000 wurde Namangani zusammen mit Yoʻldosh von Usbekistan nach einem Prozess wegen Beteiligung an den Bombenanschlägen in Taschkent 1999 zum Tode verurteilt. Nach Angaben des US-Außenministeriums entsprach der Prozess „nicht den internationalen Standards zum Schutz der Menschenrechte der Angeklagten“.
Namangani zog sich im Oktober 2000 zum IMU-Stützpunkt in Masar-e-Scharif zurück. Zu dieser Zeit befehligte er eine fähige, multinationale Truppe von 2.000 kirgisischen, tadschikischen, usbekischen, tschetschenischen und uigurischen Kämpfern – letztere aus der autonomen Region Xinjiang in China. Im Dezember führte Namangani etwa dreihundert Kämpfer nach Tadschikistan und erneut nach Tavildara. Auf starken Druck von Karimov und der internationalen Gemeinschaft überzeugten ihn jedoch Mitglieder der tadschikischen Regierung erneut, nach Afghanistan zurückzukehren, was er im Januar 2001 erneut tat – dieses Mal durch eine Luftbrücke mit russischen Transporthubschraubern. Vor seiner Abreise heiratete er seine zweite Frau, eine tadschikische Witwe eines im tadschikischen Bürgerkrieg getöteten Kämpfers und Mutter von zwei Söhnen.
Im Sommer 2001 nahm die IMU ihre Offensivoperationen wieder auf, wobei lokal stationierte Schläferzellen Ende Juli zwei Militärposten an der kirgisisch-tadschikischen Grenze und einen kirgisischen Fernsehsender angriffen. Die Angriffe deuteten darauf hin, dass Namangani über „eine neue, unabhängige Kommandostruktur verfügte, die ohne seine Anwesenheit operieren konnte“. Bis Ende 2001 führte Namangani eine Truppe von 3.000 bis 5.000 Kämpfern an, die während der Invasion Afghanistans durch die Vereinigten Staaten mit den Taliban trainierten und an ihrer Seite gegen lokale und ausländische Anti-Taliban-Kräfte kämpften.

### Tod
Berichten zufolge wurde Namangani im November 2001 bei einem Luftangriff in Afghanistan getötet.